# Hubert Joseph Jean Lambert de Stuers
Hubert Joseph Jean Lambert ridder de Stuers (Roermond, 16 november 1788 - Maastricht, 13 april 1861) was een Nederlands generaal en commandant van het Koninklijk Nederlandsch-Indisch Leger.

## Levensloop

### Afstamming
Hubert de Stuers was een telg uit het adellijke geslacht De Stuers. Hij werd te Roermond geboren als vierde kind van Pierre Jean Joseph Bernard de Stuers (1744-1811) en Petronille Jeanne Aloyse de la Court (1758-1848). Zijn vader was als momboir (regent), raad-fiscaal en heraut verbonden aan het Hof van Oostenrijks Gelre in Roermond. Zijn moeder stamde uit een notabel Hasselts geslacht. Zij was een zuster van Paulus de la Court. Zijn oudere broer Pierre (1783-1827) bekleedde diverse hoge ambtelijke en bestuurlijke functies onder koning Lodewijk Napoleon, keizer Napoleon Bonaparte en koning Willem I. Enkele andere broers kozen, evenals hijzelf, voor een militaire loopbaan. Zijn jongere broer François (1792-1881) bracht het eveneens tot commandant van het Koninklijk Nederlandsch-Indisch Leger.

### Napoleontische tijd
Hubert de Stuers trad in 1803 als veertienjarige vrijwilliger in Franse militaire dienst. In 1805, hij was inmiddels zeventien, maakte hij deel uit van het contingent Hollandse militairen dat op de rede van Texel scheep ging aan boord van het Nederlandse schip Drie Gebroeders. Dit behoorde tot de Franse vloot die keizer Napoleon Bonaparte in Boulogne-sur-Mer samen had gebracht voor een invasie van Engeland. Door de effectieve Engelse blokkade van de Noordzeekusten, vond deze invasie geen doorgang. Inmiddels was de Derde Coalitieoorlog (1805-1806) uitgebroken en concentreerde Napoleon zich op zijn vijanden te land. De Stuers nam deel aan de veldtocht tegen het Oostenrijk. Hij was bij de inname door de Franse troepen van de Rijksstad Ulm in het Keurvorstendom Beieren, die vergeefs verdedigd werd door de Oostenrijkse generaal Karl Mack von Leiberich. Aansluitend trok het legerkorps op naar Wiener Neustadt in Oostenrijk. De Fransen brachten de Oostenrijkers (en Russen) op 2 december 1805 een verpletterende nederlaag toe in de Slag bij Austerlitz. Drie weken later sloten keizer Frans II van Oostenrijk en Napoleon de Vrede van Presburg, het sluitstuk van de Derde Coalitieoorlog.
De Stuers trok daarop met de divisie van de Franse generaal maarschalk Dumonceau naar Rijn- en Münsterland. In 1806 maakte hij de veldtocht in Pruisen mee. Na de inname van de vestingstad Hamelen, die door Pruisische troepen werd verdedigd, werd De Stuers om zijn verdienstelijke gedrag door generaal Savary tot tweede luitenant benoemd. Tevens viel hem de eer te beurt de tijding van de verovering over te brengen aan de keizer.
In 1807 maakte Hubert de Stuers deel uit van het observatiekorps, dat onder bevel van maarschalk Jean Baptiste Bernadotte, prins van Pontecorvo, gelegerd was aan de oevers van de Elbe en de Wezer. Hij werd benoemd tot adjudant van de Zwitsers-Nederlandse generaal-majoor Antonie Benedict Carteret en behoorde tot diens algemene staf, toen Carteret werd bevorderd tot divisie-generaal. Carteret had de reputatie dat hij zijn troepen leidde, niet stuurde. De Stuers was aan zijn zijde bij de bestorming van Stralsund in 1809 (Vijfde Coalitieoorlog). De stad binnengedrongen, werd de generaal door een kogel in zijn hoofd dodelijk getroffen. De Stuers' paard werd onder hem gedood. Om zijn moedige gedrag werd hij benoemd tot eerste luitenant en tot adjudant van generaal Pierre-Guillaume Gratien. Enkele weken later vertrok hij echter met generaal Jean Baptiste Dumonceau naar Zeeland. Daar hadden de Engelsen een inval gedaan op Walcheren en de havenstad Vlissingen en Zuid-Beveland veroverd (Walcherenexpeditie). Ze bedreigden nu die andere grote havenstad: Antwerpen.
Nadat de Engelsen op 16 december 1809 van Walcheren waren verjaagd, sloot De Stuers zich aan bij het regiment kurassiers van de Koninklijke Garde van koning Lodewijk Napoleon, dat aan de verdrijving van de Engelsen had deelgenomen. Mogelijk heeft daarbij meegespeeld, dat zijn oudere broer Pierre hoge functies aan het hof vervulde. Na de val van het Koninkrijk Holland in juli 1810 en de annexatie in augustus door het Eerste Franse Keizerrijk, werd het regiment omgevormd tot het tweede regiment lansiers van de Keizerlijke Garde. De Stuers werd benoemd tot kapitein-onderadjudant-majoor en behield die functie tot de Honderd Dagen (1815). Na de Slag bij Waterloo werd het corps ontbonden.

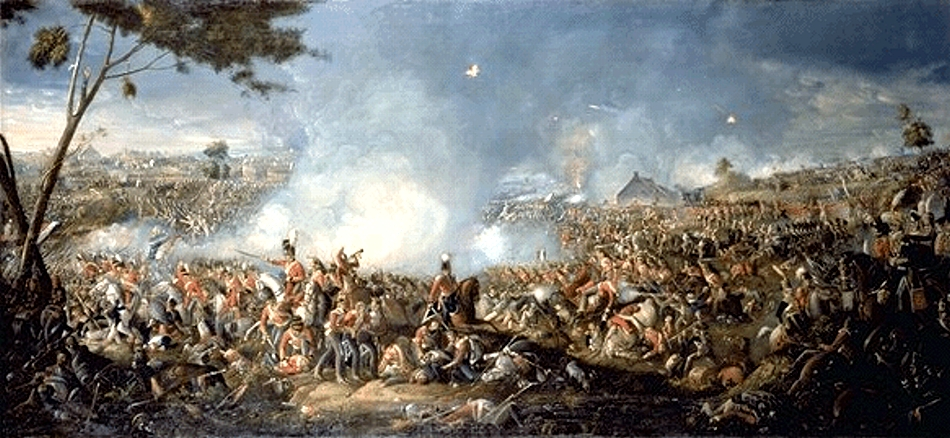
De Stuers kreeg tijdens de Slag bij Waterloo verschillende kogels door zijn mantel

Hubert de Stuers was vanaf 1810 betrokken bij alle veldtochten in Duitsland en Rusland en onderscheidde zich daarbij. Begin 1813 werd hij benoemd tot ridder in het Legioen van Eer en bevorderd tot chef van een eskadron. Ook toen bij de verdere loop der gebeurtenissen het Franse leger op Franse bodem werd teruggedrongen, bood hij zo lang mogelijk weerstand, zelfs tegen een overmacht. Op 16, 17 en 18 juni 1815 bevond hij zich aan Franse kant bij de Slag bij Quatre Bras, de Slag bij Ligny en de Slag bij Waterloo. Bij de laatste kwam hij er letterlijk met enige kleerscheuren van af: hij kreeg verschillende kogels door zijn mantel. Na de ontbinding van het keizerlijk leger aan de andere kant van de Loire, verkreeg hij op zijn verzoek eervol ontslag uit de Franse dienst, met de rang van majoor der cavalerie van de Garde, hetgeen gelijk stond aan de rang van luitenant-kolonel. De Stuers was toen pas 27 jaar oud. In 1814 had hij nog het officierskruis van het Legioen van Eer verkregen.

### Nederlands Indië

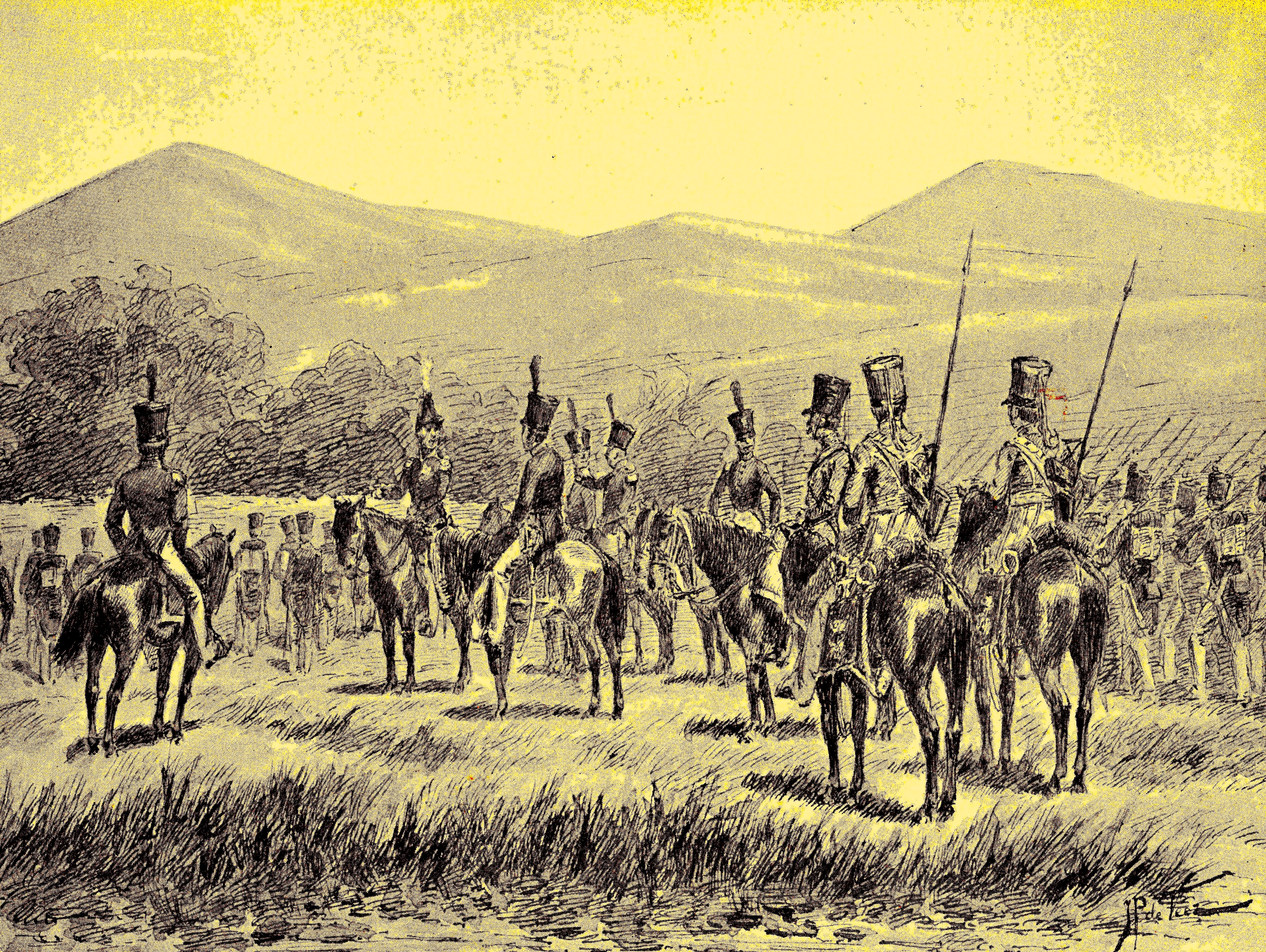
De Stuers als aanvoerder van de expeditie naar Boni (1824-1825)

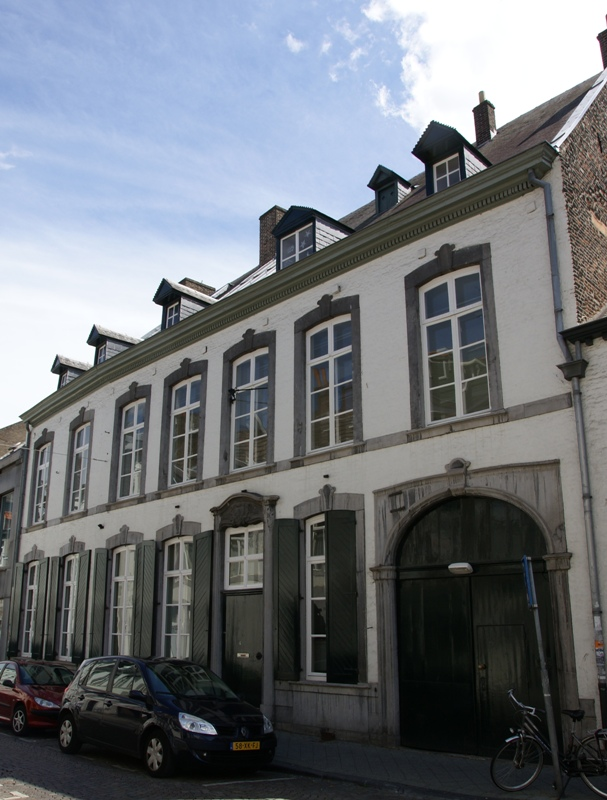
Brusselsestraat 77 in Maastricht

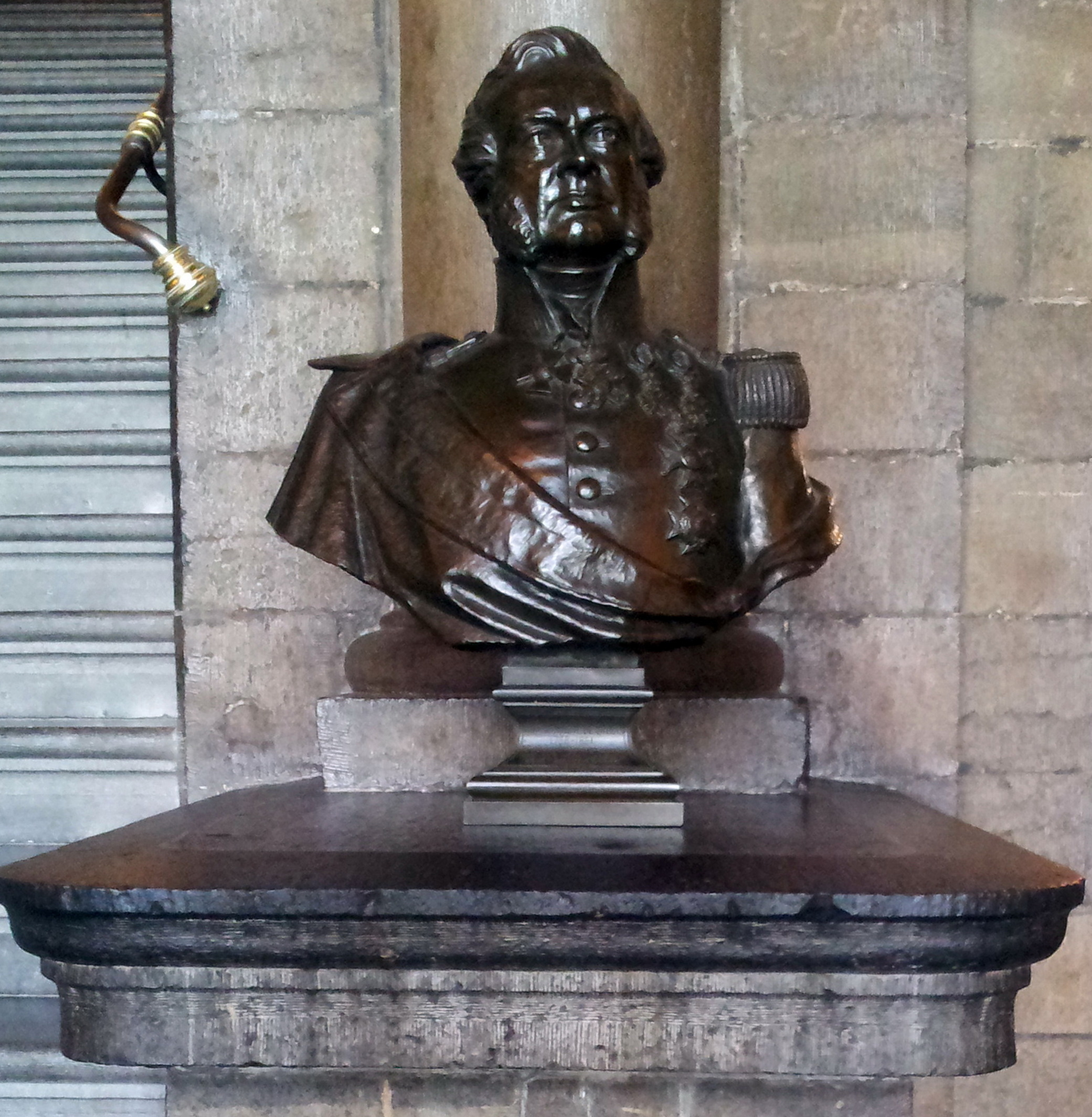
Bronzen buste van Hubert J.J.L. de Stuers door zijn zoon Alphonse de Stuers (1902) in de hal van het Stadhuis van Maastricht

Na de val van Napoleon en zijn verbanning naar Sint-Helena ambieerde De Stuers een carrière in het leger van het kersverse Koninkrijk der Nederlanden. Zijn verzoek om in Nederlandse krijgsdienst over te mogen gaan, werd ingewilligd door koning Willem I, die hem benoemde tot luitenant-kolonel der cavalerie. Spoedig daarna werd hij uitgezonden naar Oost-Indië. Daar was hij aanvankelijk opperbevelhebber van de stad Solo en daarna van het schiereiland Malakka. In 1821 werd hij benoemd tot hoofd van de generale staf van generaal baron Van Geen. Een jaar later bereikte hij de hoogste autoriteit in Nederlands-Indië, toen hij benoemd werd als adjudant van de gouverneur-generaal, Van der Capellen.
In datzelfde jaar 1822 stuurde Van der Capellen hem naar de westkust van Borneo om op te treden tegen de oproerige Chinezen aldaar. Hij wist zich aan het hoofd van een vastberaden groep soldaten een weg te banen door een met oerwouden en bergkloven bezaaid terrein, dat nooit eerder door Nederland was onderworpen. Bij de aanval op de Chinese benting (versterking) Koemsang, drong hij door tot dicht bij het fort. Door brandende  takkenbossen over de verschansingen te werpen, liet hij de kruitmagazijnen van de vijand in de lucht vliegen. Daarbij raakte hij zelf zwaargewond. Eerder had hij al enige sneden in zijn voet opgelopen, door op ondergronds geplaatste bamboestaken te stappen. 
In 1824 stond De Stuers op het eiland Celebes aan het hoofd van de Eerste Boni-expeditie. Na afloop werd hij bevorderd tot kolonel en beloond met een benoeming tot officier in de Militaire Willems-orde. Hij werd nu aangesteld als resident en opperbevelhebber van Padang en onderhorigheden. Dat bracht hem in een moeilijk parket. Padang lag op het eiland Sumatra en in de streken waar hij zich bevond bestond al langer onrust door opstandige islamitische padri's. Nederland dreigde daar voor het eerst bij betrokken te raken. De Stuers moest echter het grootste gedeelte van zijn troepen naar het eiland Java zenden, om de daar opgelaaide Java-oorlog te bezweren. 
In 1829 vroeg De Stuers om eervol ontslag als gezagvoerder op Sumatra. Hij wilde terug naar Nederland. Zijn ontslag werd echter niet aanvaard. Hij werd nu benoemd als chef van de algemene staf van het leger te Batavia (Nederlands-Indië) op Java, alleszins een bevordering, maar geen ontheffing van zijn militaire taken. In 1830 keerde hij met verlof terug naar Europa, maar dat zou niet het eind van zijn Indische werkkring betekenen. Op 16 november van dat jaar  accepteerde hij zijn benoeming tot generaal-majoor en opperbevelhebber van het Koninklijk Nederlands Indische leger, als opvolger van luitenant-generaal de Kock. Vijf jaar lang zou hij deze hoogste en eervolle post bekleden, totdat een ernstige ziekte hem noopte naar Europa terug te keren en zijn pensioen aan te vragen.

### Terug in Nederland
In 1838, drie jaar na zijn terugkomst naar Nederland, vestigde Hubert de Stuers zich met zijn jonge tweede echtgenote te Maastricht op het adres Brusselsestraat 77, oorspronkelijk het refugiehuis van het adellijk stift Sint-Gerlach, thans een rijksmonument. Hij werd gekozen tot lid van de gemeenteraad en lid van Provinciale Staten van Limburg. In 1861 overleed hij op 72-jarige leeftijd te Maastricht. Hij werd begraven in het familiegraf De Stuers, dat in dat jaar was aangelegd op de Algemene Begraafplaats Tongerseweg. Zijn weduwe overleed in 1869 in Parijs, maar zou in het Maastrichtse familiegraf worden begraven, evenals hun zoon Victor en zijn vrouw, en enkele andere familieleden.

## Nakomelingschap
Hubert de Stuers huwde tweemaal. In 1830 trouwde hij met zijn nicht jkvr. Cornelia Catharina Antoinetta Paulina de la Court (1802-1831), die een jaar later op weg naar Nederlands-Indië overleed aan boord van het fregatschip Neêrlands Koning. In 1838, drie jaar na zijn terugkomst uit Indië, hertrouwde de vijftigjarige De Stuers met de 24-jarige Hortense Joséphine Constance Beyens (1814-1869). Met haar kreeg hij drie zonen en een dochter, die  allen te Maastricht werden geboren:
- jhr. Émile Joseph Bernard Charles de Stuers (1839-1892), jurist, gemeenteraadslid en wethouder in Maastricht, kapitein van de DD Stadsschutterij Maastricht en mede-oprichter LGOG;[10]
- jhr. Alphonse Lambert Eugène de Stuers (1841-1919), gevolmachtigd minister in Parijs, kamerheer van koningin Wilhelmina, staatsraad in buitengewone dienst, beeldhouwer en kunstverzamelaar;
- jhr. Victor Eugène Louis de Stuers (1843-1916), jurist, lid van de Tweede Kamer en cultuurbeschermer, grondlegger van de Nederlandse monumentenzorg;[11]
- jkvr. Alice Françoise Felice Constance de Stuers (1847-1867).

Volgens Kielstra was De Stuers tevens de natuurlijke vader van de latere generaal Karel van der Heijden (1826-1900). De moeder is een onbekend gebleven Boeginese vrouw. Het kind werd geadopteerd door de familie Van der Heyden-Siebing en in Nederland opgevoed.

## Eerbewijzen
- 1813: ridder, later officier van het Legioen van Eer
- 1824: ridder, later officier in de Militaire Willems-Orde
- 1831: ridder, later commandeur in de Orde van de Nederlandse Leeuw
- grootofficier in de Orde van de Eikenkroon

## Door Hubert de Stuers geschreven werken
- 1849-1950: De vestiging en uitbreiding der Nederlanden ter westkust van Sumatra, met plan en kaart, 2 delen, Amsterdam.
- 1853: 'Aanmerkingen op het werk: "Het Ned. O.I. leger ter westkust van Sumatra", door luitenant-kolonel H.M. Lange', in: Het Tijdschrift voor Nederlandsch-Indië. Later afzonderlijk uitgegeven te Zaltbommel.
- 1854: 'De expeditie tegen Tanette en Soepa (op Celebes) in 1824', in: Het Tijdschrift voor Nederlandsch-Indië.[13]

- Biografisch Portaal: 56628612
- CiNii: DA03163624
- Digitale Bibliotheek voor de Nederlandse Letteren: stue003
- Gemeinsame Normdatei: 142948373
- International Standard Name Identifier: 0000 0001 0716 134X
- Base Léonore: LH//2555/17
- Nederlandse Thesaurus van Auteursnamen: 072232285
- RKD-Nederlands Instituut voor Kunstgeschiedenis: 75924
- Virtual International Authority File: 159917468
- WorldCat: E39PBJgxqTYhW4kxhFhRjgKPQq